# Xiyue Qi Tong
Xiyue Qi Tong (xinès simplificat: 西岳奇童, pinyin: Xīyuè qí tóng, literalment 'El xiquet estrany de la Muntanya Xiyue') és una pel·lícula d'animació amb titelles realitzada per l'estudi d'animació de Shanghai el 1984. Dirigida per Jin Xi, era la primera part de dos pel·lícules, però la seqüela s'hagué de cancel·lar arran de la crisi del cinema d'animació de la Xina als anys 80 i 90, restant inacabada fins al 2006.
La pel·lícula original durava 57 minuts, i la versió final de 2006, dirigida per Hu Zhaohong, tingué una llargària de 85 minuts, dels quals 40 eren metratge reaprofitat de la cinta original.

## Història
Basada en la història de la llanterna de lotus (Bao Lian Deng), el protagonista és el jove Chen Xiang, el fill d'una fada, la princesa San Sheng, i un home mortal. Quan sa mare és empresonada a la muntanya Hua per son tio Er Lan Shen, el xicotet Chen es llança a salvar-la.

## Realització
Xiyue Qi Tong és coetània a diverses produccions de l'edat de plata del cinema d'animació xinés, com Nezha Nao Hai, la llegenda del llibre segellat, o la sèrie d'animació de titelles d'Afanti, del mateix director, Jin Xi.
Ideada originàriament com una pel·lícula en dos parts, la primera, estrenada el 1984 finalitzava amb un avís on es demanava a l'audiència que esperaren a una segona part que mai va arribar. la crisi del cinema d'animació de la Xina als anys 80 i 90, i la mort del director el 1997, així com el fet que gran part de l'equip haguera abandonat l'estudi d'animació de Shanghai feu impossible acabar la història.
Finalment, el 2006 es feu una versió completa, amb gran part del metratge original i 45 nous minuts de metratge, que tingueren a Hu Zhaohong de director, i un pressupost d'un milió de yuans.